# Americas Rugby Championship
Ne doit pas être confondu avec Americas Rugby Championship (2009-2014), compétition disparue en 2014.
Ne doit pas être confondu avec Americas Rugby Challenge.
L'Americas Rugby Championship, parfois surnommé Six Nations américain, est une compétition de rugby à XV, disputée chaque année en février et mars, par les équipes d'Argentine XV (l'équipe réserve de l'Argentine), du Brésil, du Canada, du Chili, des États-Unis et d’Uruguay. Elle est inspirée en tous points du Tournoi des Six Nations. La première édition a lieu en 2016.
Il réalise un Grand Chelem lorsqu'il défait toutes les autres équipes du tournoi (ainsi les Etats-Unis en 2018). Le meilleur palmarès de la compétition est d'ailleurs détenu par les Américains au même titre que par les Argentins avec deux victoires finales chacun.

## Historique

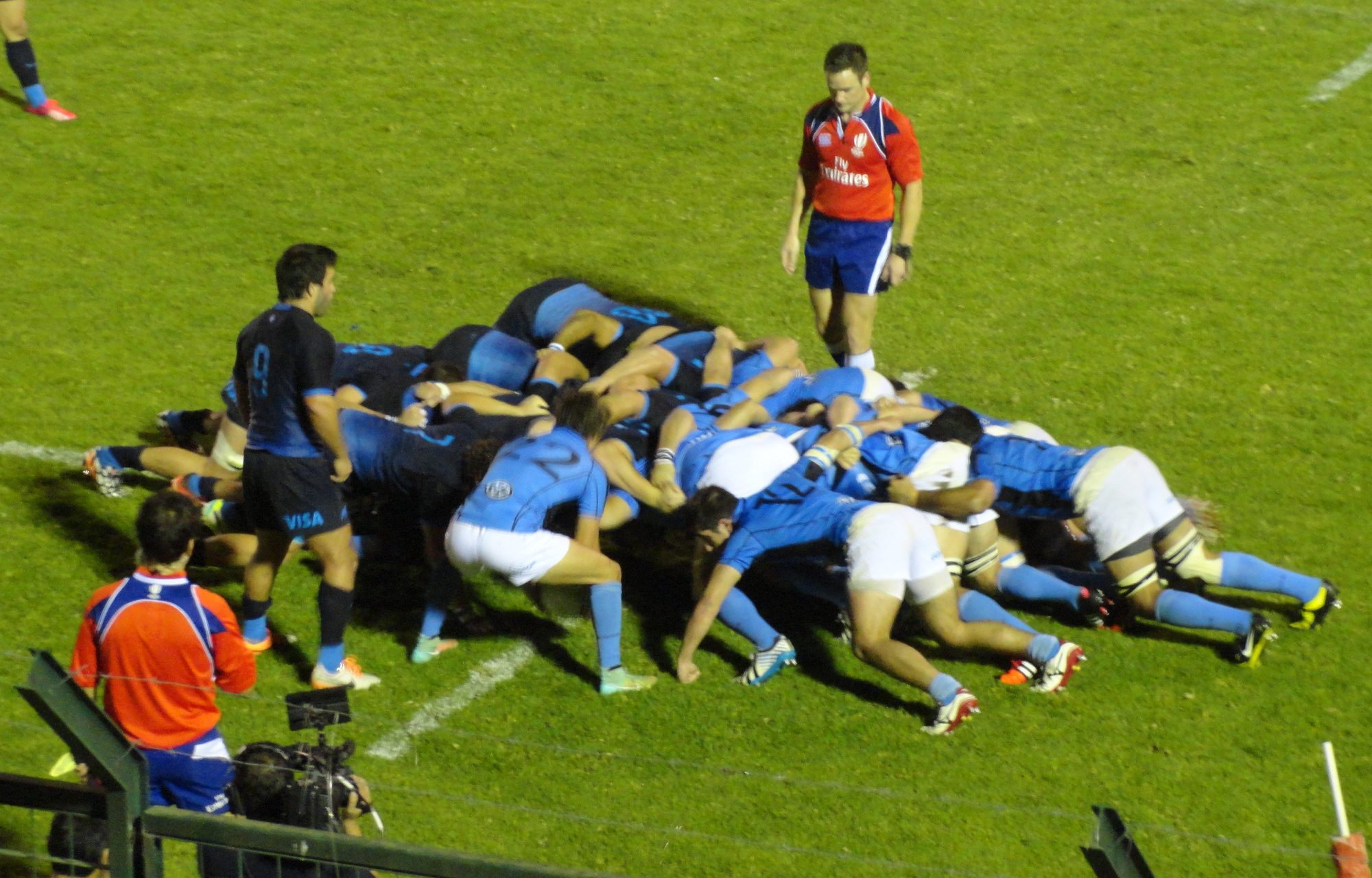
Uruguay-Argentine XV du Tournoi 2016

La proposition de création d'une compétition a été avancée une première fois en avril 2015 par Agustín Pichot, ancien joueur argentin et représentant du conseil de la Fédération internationale de rugby, et dont les membres exécutifs de chaque fédération ont évalué cette offre jusqu'à la fin de ce même mois d'avril. Ainsi, le 31 mai 2015, Agustín Pichot a annoncé qu'il retenait la proposition faite par la Fédération internationale de rugby afin de la créer sous le nom d'« Americas Rugby Championship ». En septembre 2015, la compétition a reçu l'autorisation d'être lancée et la première édition a lieu en 2016.
La première rencontre internationale de rugby est disputée le 6 février 2016 entre le Canada et l’Uruguay. Le match est joué au Westhills Stadium à Langford, en Colombie-Britannique, Canada. Les Canadiens gagnent le match par cinq essais contre trois pour les Uruguayens. La première édition s'achève avec le sacre des Argentins à la suite de leur victoire face au Brésil 42 à 7.
Un système de relégation et promotion doit être instauré à partir de l'édition 2020 entre le dernier de l'Americas Rugby Championship et le vainqueur de l'Americas Rugby Challenge. La mise en place de ce nouveau format est néanmoins retardée par la pandémie de Covid-19, ayant conduit à l'annulation de l'édition 2020.

## Identité visuelle
Le logo de la nouvelle compétition est révélé en janvier 2016 : il représente à la fois le chiffre 6 et un ballon de rugby, formé par des arcs de couleur verte, bleue et rouge, dont les nuances symbolisent les six équipes nationales. En prévision de l'édition 2019, un nouveau logo est présenté en novembre 2018 ; il est entre autres constitué des six couleurs des équipes participantes.

Évolution du logo
Logo depuis 2016 à 2018.
Logo depuis 2019.

## Composition: les six nations
| Nations                  | Argentine XV                                                            | Brésil                                                                      | Canada                                         | Chili                                                                | États-Unis                                                                                  | Uruguay                                                                 |
| ------------------------ | ----------------------------------------------------------------------- | --------------------------------------------------------------------------- | ---------------------------------------------- | -------------------------------------------------------------------- | ------------------------------------------------------------------------------------------- | ----------------------------------------------------------------------- |
| Couleurs traditionnelles | Maillot bleu ciel et blanc, short blanc, chaussettes bleu ciel et blanc | Maillot jaune, short bleu azur, chaussettes blanches                        | Maillot rouge, short blanc, chaussettes rouges | Maillot bleu blanc rouge, short bleu, chaussettes rouges             | Maillot bleu marine, short bleu marine, chaussettes bleu marine                             | Maillot bleu azur, short noir, chaussettes noires                       |
| Stades actuels           | Stade du bicentenaire à San Juan Duendes Rugby Club à Rosario           | Estadio Martins Pereira à São José dos Campos Stade du Pacaembu à São Paulo | Westhills Stadium à Langford                   | Estadio Municipal de La Pintana à Santiago Parque Mahuida à Santiago | Lockhart Stadium à Fort Lauderdale BBVA Compass Stadium à Houston Dell Diamond à Round Rock | Estadio Charrúa à Montevideo Estadio Domingo Burgueño Miguelà Maldonado |
| Emblème                  | Le Jaguar                                                               | La Victoria d'Amazonie                                                      | La feuille d'Érable                            | Le Condor des Andes                                                  | Le Pygargue à tête blanche                                                                  | Le Vanneau téro                                                         |
| Hymne                    | Himno Nacional Argentino                                                | Hino Nacional Brasileiro                                                    | O Canada                                       | Dulce patria, recibe los votos                                       | The Star-Spangled Banner                                                                    | Orientales, la Patria o la tumba                                        |

## Palmarès, bilans et records

### Palmarès
| Édition | Vainqueur       | Finaliste       | Troisième       | Quatrième       | Cinquième       | Sixième         |
| ------- | --------------- | --------------- | --------------- | --------------- | --------------- | --------------- |
| 2016    | Argentine XV    | États-Unis      | Canada          | Uruguay         | Brésil          | Chili           |
| 2017    | États-Unis      | Argentine XV    | Uruguay         | Brésil          | Canada          | Chili           |
| 2018    | États-Unis      | Argentine XV    | Uruguay         | Canada          | Brésil          | Chili           |
| 2019    | Argentine XV    | Uruguay         | États-Unis      | Brésil          | Canada          | Chili           |
| 2020    | Édition annulée | Édition annulée | Édition annulée | Édition annulée | Édition annulée | Édition annulée |

Dernière mise à jour après l'édition 2019.
| Nations      | Tournois disputés | Victoires | Dont victoires seul | Dont Grands Chelems | Dont Petits Chelems | % victoires / tournois disputés |
| ------------ | ----------------- | --------- | ------------------- | ------------------- | ------------------- | ------------------------------- |
| Argentine XV | 4                 | 2         | 2                   | 1                   | 1                   | 50 %                            |
| Brésil       | 4                 | 0         | 0                   | 0                   | 0                   | 0 %                             |
| Canada       | 4                 | 0         | 0                   | 0                   | 0                   | 0 %                             |
| Chili        | 4                 | 0         | 0                   | 0                   | 0                   | 0 %                             |
| États-Unis   | 4                 | 2         | 2                   | 1                   | 1                   | 50 %                            |
| Uruguay      | 4                 | 0         | 0                   | 0                   | 0                   | 0 %                             |

### Bilans et records

#### Meilleures performances individuelles
Le tableau qui suit donne le classement des meilleurs marqueurs de points par tournoi.
| Joueur              | Nation       | Points marqués dans un tournoi | Édition |
| ------------------- | ------------ | ------------------------------ | ------- |
| Matías Nordenflycht | Chili        | 53                             | 2016    |
| Gordon McRorie      | Canada       | 45                             | 2016    |
| Pedro Mercerat      | Argentine XV | 43                             | 2016    |
| Ben Cima            | États-Unis   | 43                             | 2017    |
| Moisés Duque        | Brésil       | 43                             | 2017    |
| Gordon McRorie      | Canada       | 41                             | 2017    |

Le tableau qui suit donne le classement des meilleurs marqueurs d’essais par tournoi.
| Joueur                | Nation       | Essais marqués dans un tournoi | Édition |
| --------------------- | ------------ | ------------------------------ | ------- |
| Juan Pablo Estellés   | Argentine XV | 5                              | 2016    |
| Joaquín Paz           | Argentine XV | 5                              | 2016    |
| Sebastián Cancelliere | Argentine XV | 5                              | 2017    |
| Taylor Paris          | Canada       | 5                              | 2017    |
| Todd Clever           | États-Unis   | 4                              | 2016    |
| Tony Lamborn          | États-Unis   | 4                              | 2017    |
| Mike Te'o             | États-Unis   | 4                              | 2017    |